# Lan Jing
Lan Jing (čínsky pchin-jinem Lán Yīng, znaky zjednodušené 蓝瑛, tradiční 藍瑛, 1585–1664) byl čínský malíř mingského období, představitel školy Če.

## Jména

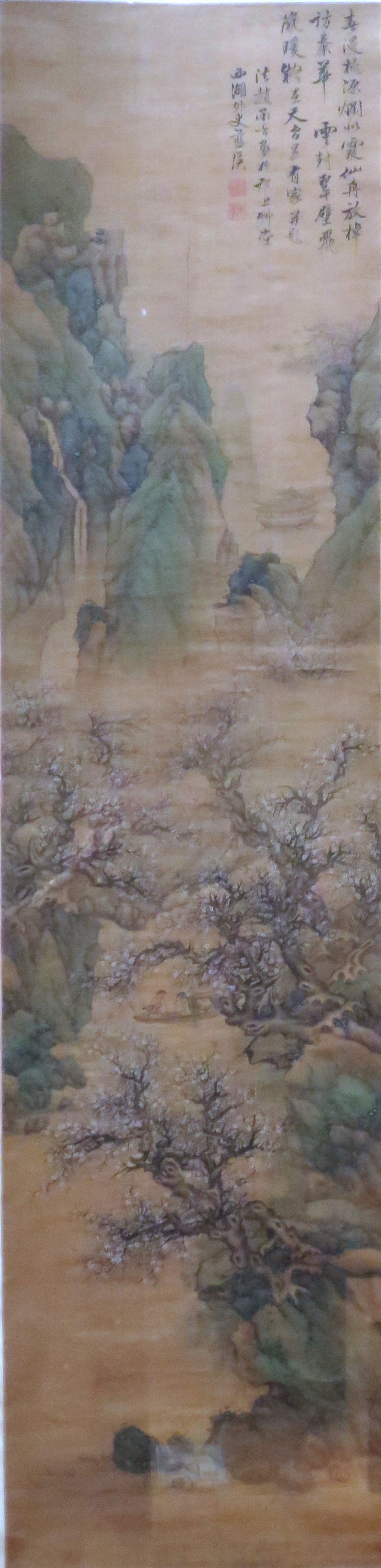
Lan Jing, Broskvový háj, Honolulu Museum of Art

Lan Jing používal zdvořilostní jméno Tchien-šu (čínsky pchin-jinem Tiánshū, znaky 田叔) a pseudonymy Tie-sou (čínsky pchin-jinem Diésǒu, znaky zjednodušené 蝶叟, tradiční 蜨叟), Š’-tchou-tchuo (čínsky pchin-jinem Shítoutuó, znaky zjednodušené 石头陀, tradiční 石頭陀), Si-chu waj-min (čínsky pchin-jinem Xīhú wàimín, znaky 西湖外民), Si-chu waj-š’ (čínsky pchin-jinem Xīhú wàishǐ, znaky 西湖外史, volně „Neoficiální historik Západního jezera“), Tung-kuo lao-nung (čínsky pchin-jinem Dōngguō lǎonóng, znaky zjednodušené 东郭老农, tradiční 東郭老農) a další.

## Život a dílo
Lan Jing pocházel z Chang-čou v provincii Če-ťiang. Byl profesionálním malířem, posledním a druhým nejvýznamnějším (po jejím zakladateli Taj Ťinovi) reprezentantem školy Če mingského malířství. Ve svém díle se inspiroval i jinými proudy čínské malířské tradice, a sice dílem jüanského Chuang Kung-wanga a mistry školy Wu, jako byl Šen Čou.
Malířství se věnovali i jeho syn Lan Jü a vnuk Lan Šen.